# شهرستان کیم هیونگ‌جیک
شهرستان کیم هیونگ‌جیک (به کره‌ای: 김형직군) یک شهرستان در شمال کره شمالی است که در تابعیت استان ریانگ‌گانگ قرار دارد.
این شهرستان در زمان کره تحت استعمار ژاپن و همین‌طور سالهای اول استقلال کره، در تابعیت استان پیونگان شمالی قرار داشت. با تاسیس استان جاگانگ در سال ۱۹۴۹ میلادی، این شهرستان نیز در تابعیت این استان جدید قرار گرفت.
در سال ۱۹۵۴ میلادی، با تاسیس استان ریانگ‌گانگ از مناطق شمالی استان هامگیونگ جنوبی، این شهرستان از استان جاگانگ جدا شده و به این استان ملحق شد.
در سال ۱۹۸۸ میلادی، شهرستان هوچانگ (به کره‌ای: 후창군) برای ارج نهادن به کیم هیونگ‌جیک، پدر کیم ایل‌سونگ (رهبر اول کره شمالی) و یکی از رهبران مبارز چریکی عضو ارتش متحد ضد ژاپنی شمال شرقی، به نام وی تغییر یافت.

## موقعیت جغرافیایی
شهرک کیم هیونگ‌جیک، مرکز اداری این شهرستان، بر روی رود یالو و بر روی مرز چین می‌باشد. در طرف چینی این شهرک، شهرک باداوگوو / پال‌دوگو، تابع شهرستان خودمختار چانگ‌بای کره‌ای در استان جی‌لین قرار دارد. اما نه راه ماشین‌رو و نه خط ریلی این شهرستان را به چین وصل نمی‌کند. نزدیکترین گذرگاه مرزی، در شهر هیه‌سان، مرکز استان ریانگ‌گانگ، در ۱۳۵ کیلومتری شرق کیم هیونگ‌جیک یا شهرستان چونگانگ (استان جاگانگ) در ۸۵ کیلومتری شمال‌غرب می‌باشد.

## تقسیمات اداری
شهرستان کیم هیونگ‌جیک به ۱ شهرک، ۶ منطقهٔ کارگری، و ۹ روستای تابعه تقسیم شده است.
| - ‌ شهرک‌ها - کیم هیونگ‌جیک (김형직읍، Kimhyŏngjik-ŭp) - مناطق کارگری - روتان (로탄로동자구، Ro'tal-lodongjagu) - کئوپ (고읍로동자구، Koŭp-rodongjagu) - نامسا (남사로동자구، Namsa-rodongjagu) - وولتان (월탄로동자구، Wŏltal-lodongjagu) - یونپو (연포로동자구، Yŏnp'o-rodongjagu) | - روستاها - پوجون (부전리، Pujŏl-li) - جوکچون (죽전리، Chukchŏl-li) - دوجی (두지리، Tuji-ri) - دئونگ (대응리، Taeŭng-ri) - راجوک (라죽리، Rajung-ri) - ریونسونگ (련송리، Ryŏnsong-ri) - ریونها (련하리، Ryŏnha-ri) - گومچانگ (금창리، Kŭmch'ang-ri) - موچانگ (무창리، Much'ang-ri) |